# Ana de Iorque (1475-1511)
Ana de Iorque (em inglês: Anne of York; Palácio de Westminster, 2 de novembro de 1475 — 23 de novembro de 1511) foi a terceira filha sobrevivente de Eduardo IV de Inglaterra e sua consorte Isabel Woodville. Foi a irmã mais nova de Isabel de Iorque, Maria de Iorque, Cecília de Iorque, Eduardo V e Ricardo de Shrewsbury, Duque de Iorque (os Príncipes da Torre) e mais velha de Jorge, duque de Bedford, Catarina e Brígida de Iorque.
Em 5 de agosto de 1480, o seu pai assinou um contrato de casamento com Maximiliano da Áustria, pelo qual a Princesa Ana se casaria com seu filho mais velho, Filipe, o Belo. Este documento também inquiria que Maximiliano não faria outras alianças matrimoniais por três anos.
Maximiliano, sendo o filho mais velho do Imperador Romano-Germânico, tinha chance de ser eleito o seu sucessor. Sua esposa e mãe de Filipe, era, Maria, duquesa da Borgonha. Estas condições o fariam um ótimo aliado para o rei inglês. Porém o contrato foi repudiado após a morte de Eduardo IV e nunca foi concluído.
Para renovar os laços entre a família Howard e a dinastia, Ana ficou noiva de Tomás Howard, 3.º Duque de Norfolk em 1484. O noivado foi renovado após a queda do rei Ricardo III. Casaram-se em 4 de fevereiro de 1495, tendo somente um filho, Tomás, que faleceu aos doze anos.
Participou do batizado de seu sobrinho mais velho, Artur, em 1486, onde carregava a manta baptismal fazendo a mesma coisa no baptismo de sua sobrinha Margarida em 1489. Ganhou várias propriedades de seu sobrinho, Henrique VIII e morreu em 23 de Novembro de 1511.